# Минаков, Николай Николаевич
Никола́й Никола́евич Минако́в (род. 7 мая 1955 (69 лет), Новомосковск) — бывший глава муниципального образования город Новомосковск (с декабря 1997 по апрель 2009), кандидат социологических наук (1998), Заслуженный работник жилищно-коммунального хозяйства России.

## Биография
Родился 7 мая 1955 года в рабочей семье в Сталиногорске. В 1972 году окончил Новомосковскую среднюю школу № 20.
В 1973-75 годах проходил службу в рядах Вооружённых сил СССР. С 1976 по 1984 год работал на ПО «Оргсинтез»: сначала слесарем, затем главным инженером ЖКО. В 1981 году окончил Новомосковский строительный техникум.
С 1984 по 1987 год Н. Н. Минаков начальник строительного управления «Новомосковскгорремстрой». В 1987-92 годах — главный инженер, директор Новомосковского объединения коммунального хозяйства.
В 1992 году Н. Н. Минаков назначен первым заместителем главы администрации города и района. С июня 1996 года Н. Н. Минаков — глава администрации г. Новомосковска и Новомосковского района.
В декабре 1997 год избран главой муниципального образования — город Новомосковск и Новомосковский район. В ноябре 2001 года избран главой муниципального образования на второй срок.
В декабре 2005 года решением Собрания представителей Новомосковского района назначен Главой администрации МО Новомосковский район.
Имеет высшее экономическое образование по специальности «государственное и муниципальное управление». В 1998 году защитил кандидатскую диссертацию, посвящённую вопросам социальной защиты населения при реформировании ЖКХ. Доцент кафедры «Основы экономической теории и социологии» НИ РХТУ им. Д. И. Менделеева.
В октябре 2008 года избран главой муниципального образования город Новомосковск.

### Судебный процесс 2009 года
2 апреля 2009 года в ходе совместных следственно-оперативных действий Управления Федеральной службы безопасности по Тульской области и СУ СК при прокуратуре РФ по Тульской области Н. Н. Минаков и глава администрации г. Новомосковска И. М. Потапов были задержаны. Н. Н. Минаков и И. М. Потапов подозреваются в совершении преступления по статье 286, часть 2 (превышение должностных полномочий). По версии следствия, Н. Н. Минаков и И. М. Потапов незаконно требовали безвозмездной передачи пяти квартир, находящихся в собственности одной из коммерческих организаций Новомосковска. В отношении задержанных возбуждено и расследуется уголовное дело.
В ночь с 3 на 4 апреля Новомосковский городской суд Тульской области избрал меру пресечения для Минакова в виде заключения под стражу.
10 апреля содержащийся в СИЗО Н. Н. Минаков написал заявление о сложении полномочий по состоянию здоровья. Новомосковские депутаты заявление Николая Минакова удовлетворили.
Полномочия председательствующего в собрании депутатов временно исполнял председатель постоянной комиссии по развития агропромышленного комплекса член КПРФ Анатолий Давидович Цой, а с мая 2009 года главой муниципального образования город Новомосковск была избрана главный врач МУЗ «Новомосковский родильный дом» Е. А. Козина.
12 ноября 2009 года в отношении Минакова было закончено предварительное следствие. Николай Минаков полностью признал собственную вину в совершённом преступлении, написал явку с повинной и заключил досудебное соглашение о сотрудничестве со следствием. После этого он был отпущен под подписку о невыезде.
Приговором Новомосковского городского суда от 11 января 2010 назначено наказание в виде штрафа, и на два года было запрещено работать в структурах власти.

## Семья
Женат. Жена и дочь — служащие.

## Труды
- Минаков Н. Н. Социальные основы жилищно-коммунальной реформы. Белгород-Новомосковск, Центр социальных технологий, 1998.
- Минаков Н. Н., Лазарев В. Н., Вишневецкий А. Е., Годунова Е. Д., Дорн М. И., Лаухина Т. С., Пророков А. Е., Ракитин Д. Е., Рогов В. И. Земля Новомосковская. — 2-е, исправленное и дополненное. — Тула: РИФ «Инфра», 2001. — 151 с. — ISBN 5-93869-003-X.

## Награды
- орден Почёта (1999, за заслуги в развитии муниципального образования)
- Почётный гражданин Новомосковска (с 2008)